# Jon Leyne
Jon Leyne (28 de febrero de 1958 a 27 de julio de 2013) fue el corresponsal de El Cairo para la BBC News y sus canales de 24 horas de noticias de televisión de la BBC World News y BBC News, así como los canales de televisión y radio nacionales de la BBC y la BBC World Service. Trabajó para la BBC durante casi 30 años, y fue su corresponsal en Nueva York y Washington, seguido de Amán en Jordania y Teherán en Irán. Se convirtió en el corresponsal de El Cairo de la BBC en junio de 2010.

## Vida y carrera
Leyne se unió a la BBC en 1985, y proporcionó comentarios sobre el éxito del remo británico en los Juegos Olímpicos de Barcelona de 1992 y la de Oxford y Cambridge Boat Race. De 1992 a 1994, fue corresponsal de la BBC en Naciones Unidas en Nueva York. De 1994 a 2001, trabajó en Europa y el Medio Oriente, incluyendo Belfast, Kosovo, Bagdad y Basora.
En 2013 dejó su puesto de El Cairo a causa de fuertes dolores de cabeza y regresó a Gran Bretaña, donde se le diagnosticó un tumor cerebral incurable; que murió a finales de julio.